# Lore Rückert

Lore Rückert, Foto von Alexander Binder

Eleonore Marie Emmy „Lore“ Rückert (* 18. April 1896 in Dresden; † 26. Februar 1947 in Berlin) war eine deutsche Opern- und Operettensängerin sowie Theater- und Stummfilmschauspielerin.

## Leben und Wirken
Lore Rückert war eine Tochter der Opernsängerin und Gesangspädagogin Betty Frank und des Versicherungsdirektors Otto Rückert. Unter der Leitung ihrer Mutter absolvierte sie eine Gesangsausbildung und debütierte 1915 am Deutschen Opernhaus als Olympia in Hoffmanns Erzählungen. Die Signale für die musikalische Welt lobten:

„Den Vogel aber schoss die jugendliche Lore Rückert ab. Die frische Jugendlichkeit der Stimme nahm gleich in den ersten Takten für sie ein, und da sich dann herausstellte, dass dieses sehr junge Mädchen ein ganz ungewöhnliches Talent für Koloratur und eine sehr sorgfältige technische Vorbereitung für diese Spezialität mitbrachte, war der Jubel des Publikums, der die Form einer Ovation annahm, leicht zu begreifen. […] Da ferner das junge Mädchen ausgesprochenes Bühnentemperament verrät, darf man die Hoffnung auf fernere Leistungen schon recht hoch schrauben.“

1915 spielte sie am Residenztheater neben Ingo Brandt und Ferry Sikla unter der Regie von Martin Zickel.
Während des Ersten Weltkriegs gelang Lore Rückert eine kurzzeitige, jedoch intensive Karriere beim Stummfilm, wo sie mit teils tragenden Rollen in ambitionierten Großproduktionen zu sehen war. So spielte sie in Otto Ripperts utopischem Sechsteiler-Epos Homunculus und in Inszenierungen von Richard Eichberg und Emmerich Hanus.
1923 heiratete Lore Rückert den Oberstleutnant Fritz Wilhelm Endres und lebte mit ihm in Berlin-Schöneberg. Die Ehe wurde 1946 geschieden. Im kriegszerstörten Berlin verdiente die Künstlerin ihren Lebensunterhalt als Apothekerin. Sie starb 1947 an einer Lungenentzündung mit akutem Herzversagen im Krankenhaus Kurfürstendamm in Berlin-Charlottenburg.

## Filmografie
- 1916: Welker Lorbeer
- 1916: Am Amboß des Glücks
- 1916: Dorian Dare
- 1916: Geheimnis des Kilometersteines dreizehn
- 1916: Ullas Weg
- 1916: Das Lied des Lebens
- 1916: Die Geburt des Homunculus
- 1916: Das geheimnisvolle Buch
- 1916: Die Liebestragödie des Homunculus
- 1916: Die Rache des Homunculus
- 1916: Die Vernichtung der Menschheit
- 1917: Das Ende des Homunculus
- 1917: Sein letzter Bericht: Aus dem Vaterhaus verstoßen
- 1917: Königliche Bettler
- 1917: Für die Ehre des Vaters
- 1917: Die Sühne
- 1917: Strandgut oder Die Rache des Meeres
- 1920: Jakob will die Losgewinnerin heiraten